# Serle
Serle ist eine norditalienische Gemeinde (comune) mit 3085 Einwohnern (Stand 31. Dezember 2023) im Val Sabbia der Provinz Brescia in der Lombardei. Die Gemeinde liegt etwa 12 Kilometer ostnordöstlich von Brescia im Valle Sabbia. Serle gehört der Comunità Montana della Valle Sabbia.

## Geschichte
Die einstmals römische Siedlung wurde im 11. Jahrhundert durch die Gründung der Abtei des Heiligen Petrus auf dem Berg San Bartolomeo bedeutend. Die Abtei konnte bis 1446 das Gebiet politisch führen.